# Liese Fleuron

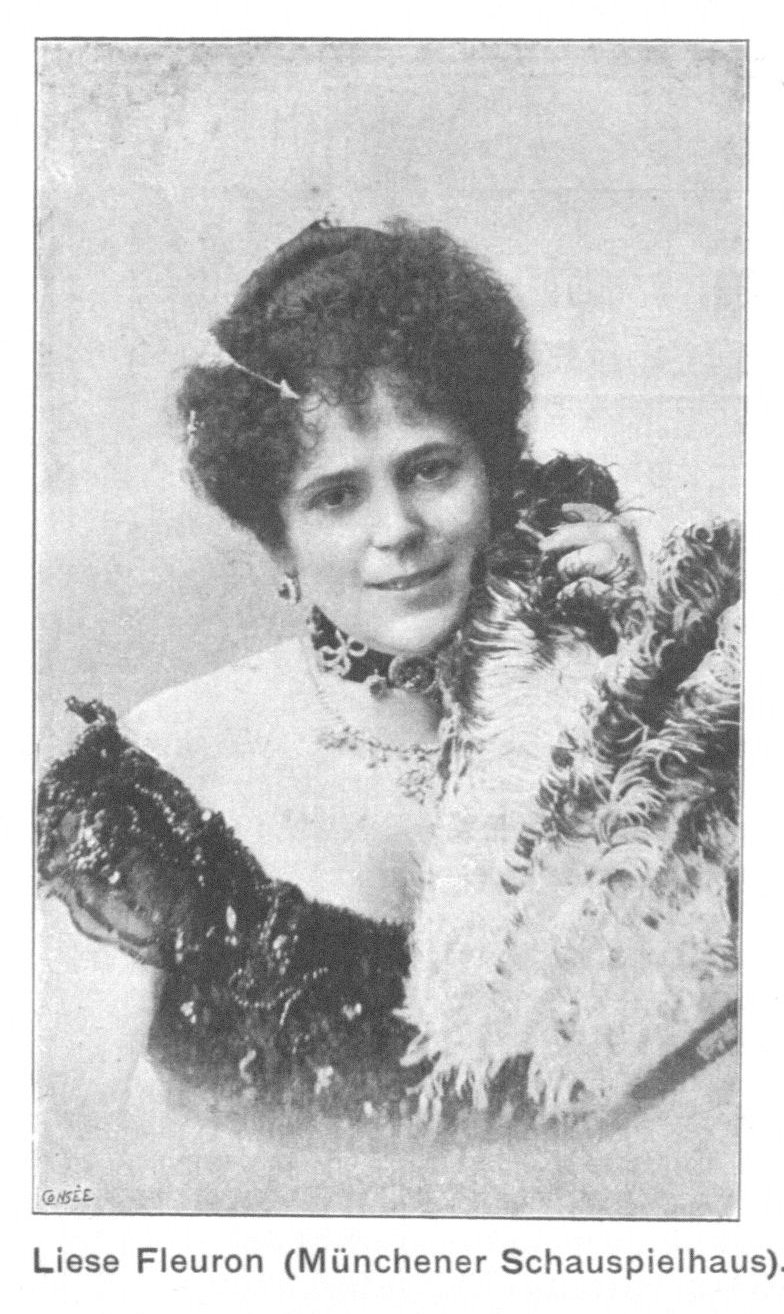
Liese Fleuron im Jahre 1900

Liese Fleuron, eigentlich Liese von Tschasy (31. März 1875 in Olmütz, Österreich-Ungarn – nach 1902), war eine österreichische Theaterschauspielerin und Sängerin.

## Leben
Fleuron, die Tochter eines höheren österreichischen Staatsbeamten und früheren Offiziers, nahm, nachdem sie in einem Ursulinnenkloster erzogen worden war, dramatischen Unterricht bei Louisabeth Röckel und debütierte mit 18 in Innsbruck als „Haubenlerche“, als „Lolo“ in Lolos Vater und als „Gertrud“ in Zwei glückliche Tage.
Danach war sie an mehreren österreichischen Provinztheatern engagiert und unternahm auch mit Carl Blasel eine größere Tournee. 1898 wurde sie vom Stadttheater in Czernowitz ans Theater an der Wien engagiert, wo sie jedoch nur kurze Zeit blieb und sich im Schwank Er denkt an alles verabschiedete. 1900 trat sie in den Verband der Vereinigten Münchner Theater.
Ihr Verbleib nach 1902 ist unbekannt.
Sie war eine Schauspielerin von großem Temperament und verstand des sowohl am Gärtnerplatztheater wie auch im Münchner Schauspielhaus die Gunst des Publikums zu gewinnen. Sie sang mit großer Munterkeit und Verve und entwickelte in den modernen, pikanten, französischen Stücken die Ausgelassenheit und Beweglichkeit einer Excentriquetänzerin, hütete sich aber dennoch, die Grenzen des Anstands zu überschreiten.